# Escut d'Anglesola
L'escut oficial d'Anglesola té el següent blasonament:
Escut caironat: d'or, 3 faixes viperades de sable. Per timbre una corona de marquès.

## Història
Va ser aprovat el 20 de maig de 1994 i publicat al DOGC el 8 de juny del mateix any amb el número 1906.
Són les armes de la baronia d'Anglesola, fundada el 1079 per Gombau d'Anglesola (anomenat Berenguer I). Més tard, el 1645, la baronia fou elevada a marquesat, tal com ho testimonia la corona de l'escut. Or i sable són els colors del comtat d'Urgell.